# Alfonso Canciani
Alfonso Canciani (Brazzano, 11 dicembre 1863 – Trieste, 3 ottobre 1955) è stato uno scultore italiano.
Ottenne l'apprezzamento di Auguste Rodin e di Stefan Zweig.

## Biografia

### Il periodo di Vienna e l'adesione alla Secessione Viennese
Figlio di uno scalpellino, dopo un periodo verista si affermò come scultore della Secessione viennese. Lavorò infatti a Vienna, dove si era iscritto nel 1886 all'Accademia delle Belle Arti, poi alla Scuola Superiore di Scultura e infine alla Scuola Speciale, dove ottenne il premio Roma per il bozzetto per il Monumento di Dante. Sviluppò una notevole attività ottenendo premi importanti e numerose commesse. Primo fra gli scultori della capitale viennese, fu invitato a far parte dell'Associazione della Secessione Viennese, di cui era magna pars Klimt, dopo l'esposizione del gruppo di Dante nel 1900 alla mostra della Secessione, e ottenne il più importante premio artistico austriaco, il Kunstlerlpreis. Questa stessa opera, presentata nel 1910 a Berlino, alla Grande Esposizione d'Arte, ebbe anche qui importanti riconoscimenti. Ottenne il premio Roma nel 1896, espose con successo a Monaco di Baviera e nel 1899 alla III Esposizione internazionale d'arte di Venezia. Del 1902 è la elegante e lineare Sonnambula.
Fece in quel periodo alcune statue di santi per la cattedrale di Santo Stefano a Vienna, il monumento a Wagner, il busto di Nietzsche per l'Università, lo scettro e la catena d'oro del Rettore dell'Università, figure di poeti italiani (Petrarca, Boccaccio, Tasso, Ariosto). Presentò un bozzetto per il monumento ufficiale all'Imperatrice Elisabetta, che venne realizzato poi a Gföhl e a Pola. All'epoca della sua adesione alla Secessione si dedicò a decorare la facciata di casa Artaria a Vienna in collaborazione con l'architetto Max Fabiani.
Abbandonò in seguito il decorativismo simbolista dello Jugendstil per uno stile più concentrato e vigoroso, accostandosi allo scultore belga Constantin Meunier anche per il tema del lavoro, e preferendo esporre al Künstlerhaus.
A Vienna fu generoso di consigli e aiuti con gli Italiani e in particolare con i concittadini (come il brazzanese Luigi Visintin, allora studente universitario).

### Il ritorno in Friuli, l'insegnamento e le sculture italiane
Rientrò in Italia dopo la prima guerra mondiale e visse in Friuli penalizzato dal fatto che l'impero asburgico era ormai venuto meno. Invece che a monumenti pubblici di grande portata si dedicò allora a incidere medaglie (ad es. per Benedetto XV e per la missione italiana a Vienna del 1919) e a progettare monumenti funebri (esempi a Lussinpiccolo e a Trieste) e busti-ritratti (dei generali Carlo Caneva e Antonio Baldissera a Udine, sculture del Monumento ai caduti di Corno di Rosazzo). Del resto aveva già eseguito nel 1909 il monumento sepolcrale Bab del cimitero Döblinger a Vienna.
Insegnò a Trieste dal 1920 fino al 1935 alla locale scuola d'arte industriale, dove ebbe come alunno Marcello Mascherini. La sua attività rimase comunque notevole tanto che ebbe nel 1940 il premio dell'Accademia Italiana per le Belle Arti. Si ricordano in particolare statue, piccole e grandi, ispirate al mondo del lavoro, che sapeva ricreare con autenticità immedesimandosi nello spirito dei lavoratori (es. Minatore friulano, Lavoratore del fuoco, Fonditori), così come seppe fare Domenico Rambelli.
Di Canciani è la dinamica statua del Lanciasassi posta nella piazza centrale di Cormons. Sempre a Cormons, nel palazzo del Municipio, c'è un Museo a lui dedicato, che contiene numerose opere donate dalla figlia in occasione di una mostra in onore del padre. La Madonna sulla facciata della cattedrale di Gorizia è una sua opera, così come sotto la loggia del Lionello di Udine i busti dei generali Caneva e Baldissera. Altre opere sue si trovano al Museo Civico a Gorizia e all'Ősterreichisches Museum fűr angewandte Kunst di Vienna e in varie collezioni private. Gli vennero dedicate varie retrospettive con le opere più maneggevoli e le foto di monumenti pubblici.